# Aeropuerto de Pärnu
El Aeropuerto de Pärnu (en estonio: Pärnu lennujaam) (código IATA: EPU - código ICAO: EEPU), es un aeropuerto situado a 4 kilómetros de la ciudad de Pärnu, en Estonia.

Mapa que muestra la ubicación de los Aeropuertos de Estonia.